# Caphtor
Caphtor (ebraico כפתור) è una località menzionata nel Libro di Amos, 9.7: "Non ho sollevato Israele nelle terre di Egitto? e i filistei da Caphtor, e i Siriani da Kir?".
Caphtor è nominato come il luogo d'origine dei caphtoriti, nella Genesi 10:13-14 come discendente da Mizraim (Egitto) figlio di Ham.

## Attestazioni
Il Septuaginta traduce il nome come "Kappadokias" e la Vulgata similmente lo rende come "Cappadocia". Lo studioso del XVII secolo Samuel Bochart intese questo come un riferimento alla Cappadocia in Anatolia, ma non era l'intendimento dei targumisti ebraici, i quali rendevano questo nome in aramaico con "Caphutkia" che significa la città di Pelusio posta ai margini orientali del delta del Nilo. Questa identificazione viene anche fatta da Benjamín de Tudela, l'avventuriero ebraico del XII secolo originario della Navarra, il quale scrisse che "Damiata" (il nome di Pelusio ai suoi tempi) fosse la biblica Caphtor.
I commentatori moderni e traduttori in genere identificano Caphtor con Creta, sebbene venga anche collegata a Cipro, e alle vicine coste dell'Anatolia. In alcuni resoconti Cipro e Creta  insieme sono identificate come l "isola dei caphtorim".
Il nome è stato confrontato alla Keftiu egiziana e all'accadica Kaptara (un termine trovato nelle Tavolette di Mari, datate a 1780 a.C. ca.). Il nome keftiu viene trovato scritto nei geroglifici, nel tempio di Kôm Ombo, nell'Alto Egitto, e possibilmente nella tomba egiziana di Rekhmire.
I caphtoriti (o caphtorim) erano un popolo per prima menzionato nella Genesi (10:13-14), la Tavola delle Nazioni li elenca come discendenti dal Mizraim perciò facendo di loro un popolo egiziano, o a qualche loro antenato.
Il Deuteronomio 2:23 registra che i caphtoriti vennero da Caphtor, distrussero gli avviti usurpando la loro terra. Il Talmud menziona che gli avviti furono il popolo palestinese originario ai tempi di Abramo, mentre i filistei dei tempi successivi discendevano dai vittoriosi caphtoriti. Questo si accorda con la Genesi 10:13 che elenca i filistei come un popolo distinto dai caphtoriti, mentre Geremia 47:4 e Amos 9:7 li situano in un periodo molto più tardo, parlando invece dei filistei che erano venuti da Caphtor.
Il nome Caphtor è identico alla parola biblica ebraica che significa struttura simile a una protuberanza.

## Confronto con laKeftiuegiziana

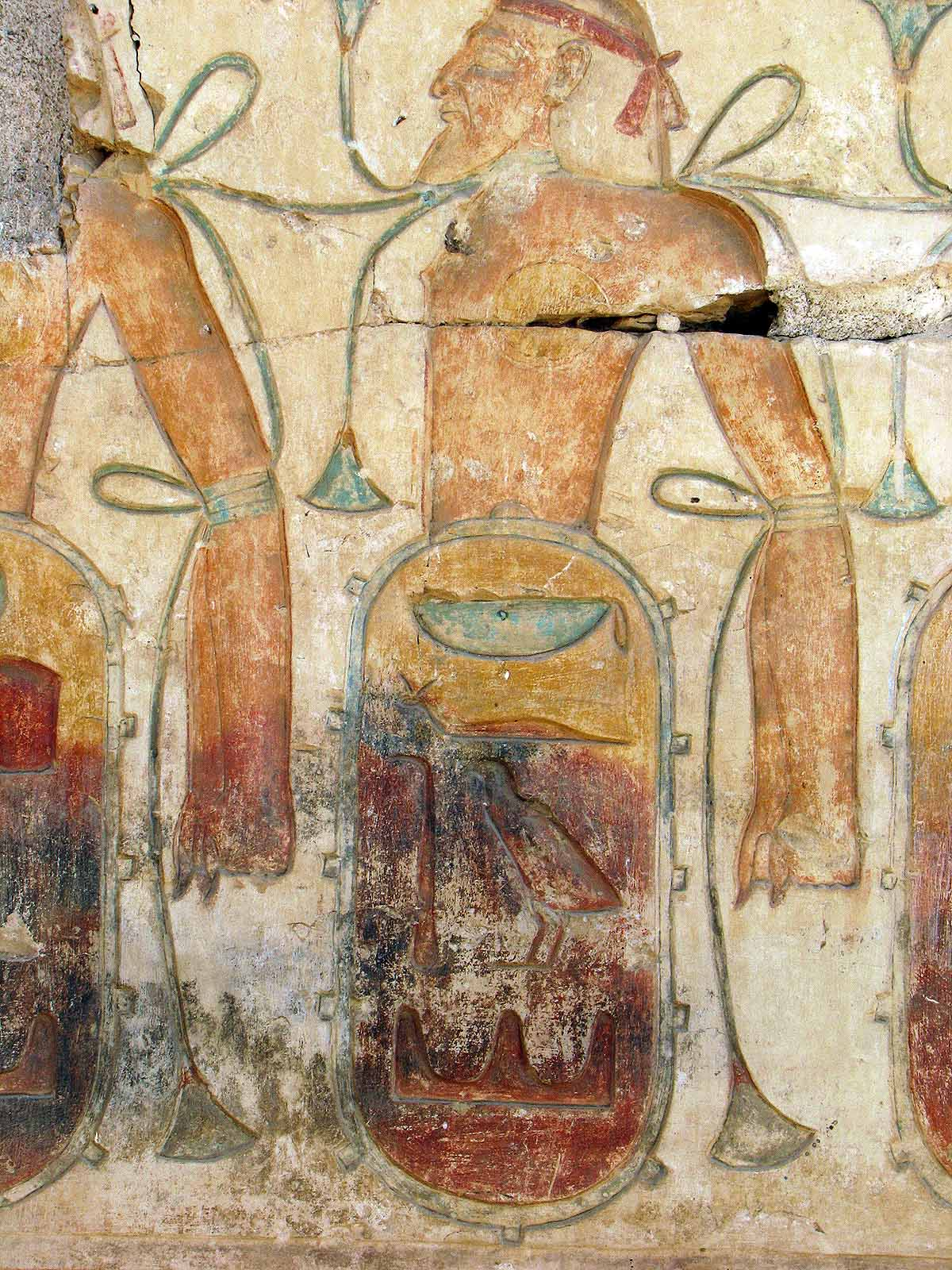
Keftiu, personalizzato come un prigioniero nemico, nel tempio di Ramesse II ad Abydos

Il simile suono egiziano keftiu viene attestato in numerose iscrizioni. L'identità della Caphtor semitica con la Keftiu egiziana è di vecchia data. La tesi originaria, che Keftiu corrispondesse a Caphtor, e che Caphtor fosse stata identificata con Cipro o la Siria, spostata per un'associazione con Creta sotto l'influenza di Arthur Evans, fu efficacemente criticata nel 1931 da G. A. Wainwright, il quale localizzò Keftiu nella Cilicia, sulla costa mediterranea dell'Asia Minore, tracciandone insieme l'evidenza da una vasta varietà di fonti: gli elenchi geografici e l'iscrizione dell'"Inno della Vittoria", di Thutmose III dove il luogo di Keftiu nelle liste è tra le regioni riconoscibili nell'angolo del Mediterraneo più nord-occidentale, nel testo della "formula di keftiu" śntkppwymntrkkr, del 1200 a.C. ca., dove le divinità cilicie e siriache Sandan Tarku e Kubaba sono state rivelate, in nomi personali associati nei testi con Keftiu e alla nave con l'Ushabti d'argento di Tutmose nell'"argento dell'opera di Keftiu" e nelle navi di ferro, ricevute in dono da Tinay, nella Siria settentrionale. Nel 1980, J. Strange delineò insieme la collezione più completa di documenti menzionanti Caphtor o Keftiu. La sua indagine mostrava in modo conclusivo che Keftiu non potesse essere identificata con Creta, poiché i testi decisivi dissociano Keftiu dalle "isole in mezzo al mare", come gli scribi egiziani definivano Creta. Strange fece un diligente argomento riguardo al fatto che Keftiu corrisponda geograficamente a Cipro.